# 日本エンターテイナーライツ協会
日本エンターテイナーライツ協会（にほんエンターテイナーライツきょうかい）は、芸能人の権利を守るために設立された日本の団体である。略称はERA。東京都文京区音羽にあるレイ法律事務所を拠点として活動している。

## 設立・活動
女優ののんやアイドルグループ・SMAPをはじめとして芸能人と所属事務所との間に生じたトラブルが世間を騒がせたことを背景に、騒動の中で芸能人側に立って擁護する者の数が少なかったことを発足の動機として、芸能人側の権利・地位を守り彼らに対し法律的な知識を啓蒙する目的で2017年5月12日に設立された。レイ法律事務所の代表を務める佐藤大和が発起人となり、芸能関係の係争を扱う弁護士5名が団体設立に携わった。本団体は芸能人の権利の擁護・セカンドキャリア形成の支援・芸能人の地位向上の3つを活動方針として掲げている。
本団体は実際に公正取引委員会に働きかけて事務所側の不当契約が横行している芸能界の実情を訴えたり、所属事務所とのトラブルや自身の労働環境についてアイドルにアンケート調査を行い、その結果を受けて芸能人側の権利を擁護するための法整備の必要性を指摘したりといった活動を行い、勉強会なども開催している。

### 愛の葉Girlsをめぐる訴訟
2018年10月11日、協会は記者会見を開き、アイドルグループ愛の葉Girlsのメンバーだった大本萌景が自殺した件について、所属事務所と社長から苛酷な労働環境で精神的に追い詰められたためとして同人らに計約9200万円の損害賠償を求める訴訟を提起することを表明した。この訴訟提起にあたっては、日本で初めて「リーガルファンディング」として、クラウドファンディングで裁判費用・弁護士費用を集めることとなった。
2019年10月11日、萌景の所属事務所と社長は、遺族が提訴した際に行った協会弁護士による記者会見の内容などが名誉毀損に当たるとして、協会のほか、一般社団法人リーガルファンディング、遺族弁護士5名、自殺メンバーの母と義父の計9者に計約3600万円の損害賠償を求める訴訟を提起した。
2023年2月28日、東京地裁は、記者会見などによる名誉毀損の成立を認め、被告9者に対して、会社側へ385万円と社長個人へ165万円を連帯して支払うよう命じた（詳細は、愛の葉Girls・第4訴訟）
原告・被告側双方が東京高裁に控訴したが、2023年7月13日、東京高裁は控訴を棄却した。
被告側の遺族代理人ら全員が最高裁に上告・上告受理申立てをしたが、このうち望月宣武弁護士が上告・上告受理申立てを取り下げ、残る被告側も上告・上告受理申立てが退けられて判決が確定した旨が2024年10月18日にHプロジェクト側によって明らかにされた。
その後、名誉毀損となった記者会見等を理由に、東京弁護士会から佐藤・望月両弁護士に戒告の懲戒処分が課された。

## 構成メンバー
共同代表理事
- 望月宣武（日本羅針盤法律事務所）
- 向原栄大朗（向原総合法律事務所）
- 安井飛鳥（法律事務所くらふと）
- 河西邦剛（レイ法律事務所）
- 佐藤大和（レイ法律事務所）

理事
- 田畑淳（溝の口法律事務所）
- 中村剛（中村総合法律事務所）
- 高田沙代子（ケレス法律事務所)

パートナー
- しほり（音楽家、株式会社メディック・アーツ代表取締役）
- 今野悠夫（俳優、俳優互助団体09代表）
- 桑原みずき（女優、ダンサー、ツルノヒトコエ）